# Dobrinci
Dobrinci (ćir.: Добринци) su naselje u općini Ruma u Srijemskom okrugu u Vojvodini.

## Stanovništvo
U naselju Dobrinci živi	1.716 stanovnika, od čega 1.370 punoljetnih stanovnika, prosječna starost iznosi 41,1 godina (39,2 kod muškaraca i 43,1 kod žena). U naselju ima 541 domaćinstvo, a prosječan broj članova po domaćinstvu je 3,17.
Prema popisu iz 1991. godine u naselju je živjelo 1.701 stanovnik.
| Etnički sastav 2002. |            |        |
| Narod                | Stanovnika |        |
| Srbi                 | 1.634      | 95,22% |
| Romi                 | 44         | 2,56%  |
| Jugoslaveni          | 9          | 0,52%  |
| Rumunji              | 2          | 0,11%  |
| Hrvati               | 1          | 0,05%  |
| Mađari               | 1          | 0,05%  |
| nepoznato            | 17         | 0,99%  |

| broj stanovnika | 1680  | 1625  | 1629  | 1641  | 1696  | 1701  | 1716  |
|                 | 1948. | 1953. | 1961. | 1971. | 1981. | 1991. | 2001. |

## Vanjske poveznice
- Karte, položaj vremenska prognoza
- Satelitska snimka naselja  Arhivirana inačica izvorne stranice od 17. veljače 2021. (Wayback Machine)